# Ahmed al-Khamisi
Ahmed Mohammed Khalfan al-Khamisi (arabisch أحمد الخميسي, DMG Aḥmad al-Ḫamīsī; * 26. November 1991 in Suhar) ist ein omanischer Fußballspieler.

## Karriere

### Klub
Ab der Saison 2016/17 spielte er für die erste Mannschaft von al-Suwaiq und zur Spielzeit 2019/20 wechselte er zum Dhofar SCSC. Seit Mitte September 2021 ist er wieder im Kader von al-Suwaiq.

### Nationalmannschaft
Seinen ersten bekannten Einsatz für die omanische Fußballnationalmannschaft hatte er am 20. März 2021 bei einem 0:0-Freundschaftsspiel gegen Jordanien in der Startelf und wurde zur 74. Minute für Fahmi Durbin ausgewechselt wurde. Danach kam er in mehreren Spielen der Qualifikationsspielen für die Weltmeisterschaft 2022 und beim FIFA-Arabien-Pokal 2021 in jedem Spiel seines Teams zum Einsatz.